# Football aux Jeux de la Francophonie
Les compétitions de football des Jeux de la Francophonie sont organisées depuis 1989. Elles sont jouées par les sélections de jeunes.

## Historique des tournois
| Année | N°  | Finale        | Finale           | Finale        | Match pour la troisième place | Match pour la troisième place | Match pour la troisième place | Organisateur                     |
| Année | N°  | Vainqueur     | Score            | Finaliste     | Troisième place               | Score                         | Quatrième place               | Organisateur                     |
| ----- | --- | ------------- | ---------------- | ------------- | ----------------------------- | ----------------------------- | ----------------------------- | -------------------------------- |
| 1989  | 1er | Canada        | 4 - 1            | Maroc         | Congo                         | 3 - 2                         | France                        | Maroc                            |
| 1994  | 2e  | France        | 3 - 2            | Égypte        | Congo                         | 2 - 1                         | Maroc                         | France                           |
| 1997  | 3e  | Canada (2)    | 0 - 0 (3-2 pen.) | Congo         | Cameroun                      | 2 - 1                         | Madagascar                    | Madagascar                       |
| 2001  | 4e  | Maroc         | 1 - 0            | France        | Égypte                        | 3 - 0                         | Cameroun                      | Canada                           |
| 2005  | 5e  | Côte d'Ivoire | 3 - 0            | Sénégal       | Burkina Faso                  | 0 - 0 (5-4 pen.)              | Cameroun                      | Niger                            |
| 2009  | 6e  | Congo         | 0 - 0 (5-3 pen.) | Côte d'Ivoire | Maroc                         | 3 - 1                         | Canada                        | Liban                            |
| 2013  | 7e  | Congo (2)     | 2 - 1            | Maroc         | Sénégal                       | 0 - 0 (11-10 pen.)            | Côte d'Ivoire                 | France                           |
| 2017  | 8e  | Maroc (2)     | 1 - 1 (7-6 pen.) | Côte d'Ivoire | Mali                          | 2 - 1                         | RD Congo                      | Côte d'Ivoire                    |
| 2023  | 9e  | Cameroun      | 2 - 1            | Burkina Faso  | Niger                         | 1 - 1 (4-3 pen.)              | Bénin                         | République démocratique du Congo |

### Performances par pays
| Équipe        | Champions      | Finalistes     | Troisième place | Quatrième place |
| ------------- | -------------- | -------------- | --------------- | --------------- |
| Maroc         | 2 (2001, 2017) | 2 (1989, 2013) | 1 (2009)        | 1 (1994)        |
| Congo         | 2 (2009, 2013) | 1 (1997)       | 2 (1989, 1994)  | -               |
| Canada        | 2 (1989, 1997) | -              | -               | 1 (2009)        |
| France        | 1 (1994)       | 1 (2001)       |                 | 1 (1989)        |
| Côte d'Ivoire | 1 (2005)       | 1 (2009, 2017) | -               | 1 (2013)        |
| Égypte        | -              | 1 (1994)       | 1 (2001)        | -               |
| Sénégal       | -              | 1 (2005)       | 1 (2013)        | -               |
| Cameroun      | 1 (2023)       | -              | 1 (1997)        | 2 (2001, 2005)  |
| Burkina Faso  | -              | 1 (2023)       | 1 (2005)        | -               |
| Mali          | -              | -              | 1 (2017)        | -               |
| Niger         | -              | -              | 1 (2023)        | -               |
| Madagascar    | -              | -              | -               | 1 (1997)        |
| RD Congo      | -              | -              | -               | 1 (2017)        |
| Bénin         | -              | -              | -               | 1 (2023)        |